# Grankullen
Grankullen är ett bostadsområde beläget mellan Gävle golfklubb och Testeboskogens naturreservat, öster om stadsdelen Strömsbro i Gävle Heliga Trefaldighets distrikt, Gävle kommun, Gävleborgs län. Området klassades av SCB som en småort fram till 2015, för att sedan klassas som en del av tätorten Källhagen och därefter, sedan 2020, som en del av tätorten Gävle.